# Weichendorf

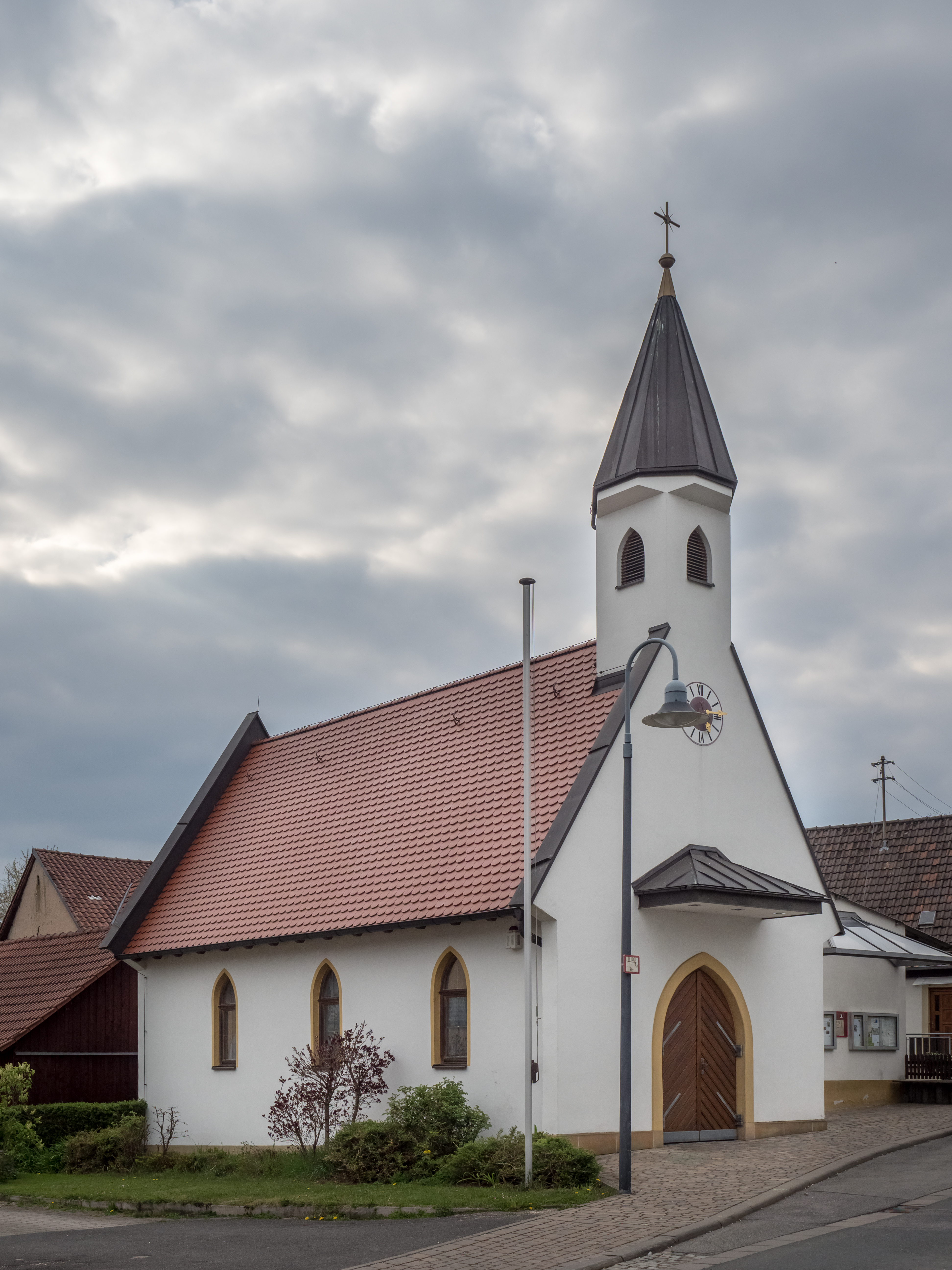
Anna-Kapelle

Weichendorf ist ein Gemeindeteil der Gemeinde Memmelsdorf im oberfränkischen Landkreis Bamberg in Bayern.

## Geografie
Nachbarorte des Dorfes sind die zur Gemeinde Memmelsdorf gehörenden Gemeindeteile Memmelsdorf, Merkendorf, Drosendorf sowie Gundelsheim.

## Geschichte
Der Ort, früher auch als „Weikkendorf“ bezeichnet, wurde 1090 zum ersten Mal genannt.
Um 1136 wurde der Ort an das Kloster Michelsberg verkauft. Bis ins 19. Jahrhundert bestand er aus 24 Hofstätten.
Der michelsbergische Hof zu Weichendorf war in zwei Lehen unterteilt. Nach dem Dreißigjährigen Krieg wurden die Hälften noch einmal halbiert.
Die Säkularisation beendete das Lehenswesen. Weichendorf hatte damals 27 Häuser, alle dem königlichen Rentamt Hallstadt lehenbar.
Die noch bestehende Freiwillige Feuerwehr wurde 1894 gegründet.
Am 1. Januar 1972 wurde der Ort im Zuge der Gebietsreform in Bayern in die Gemeinde Memmelsdorf eingegliedert.

## Einrichtungen
- Freiwillige Feuerwehr
- SV Weichendorf
- Anna-Kapelle